# Micro-région d'Enying
La micro-région d'Enying (en hongrois : enyingi kistérség) est une micro-région statistique hongroise rassemblant plusieurs localités autour de Enying.